# 希谢
希謝（法語：Chiché，法語發音：[ʃiʃe]）是法國德塞夫勒省的市鎮，属于布雷叙尔区。

## 地理
希谢（46°47'53"N, 0°21'36"W）面积46.99 平方千米，位于法国新阿基坦大区德塞夫勒省，该省份为法国西部内陆省份，北起曼恩-卢瓦尔省，西接旺代省，南至夏朗德省和滨海夏朗德省，东临维埃纳省。
与希谢接壤的市镇（或旧市镇、城区）包括：阿马尤、布瓦梅、布赛、布雷敘爾、克莱塞、费拉贝斯、迈松捷。
希谢的时区为UTC+01:00、UTC+02:00（夏令时）。

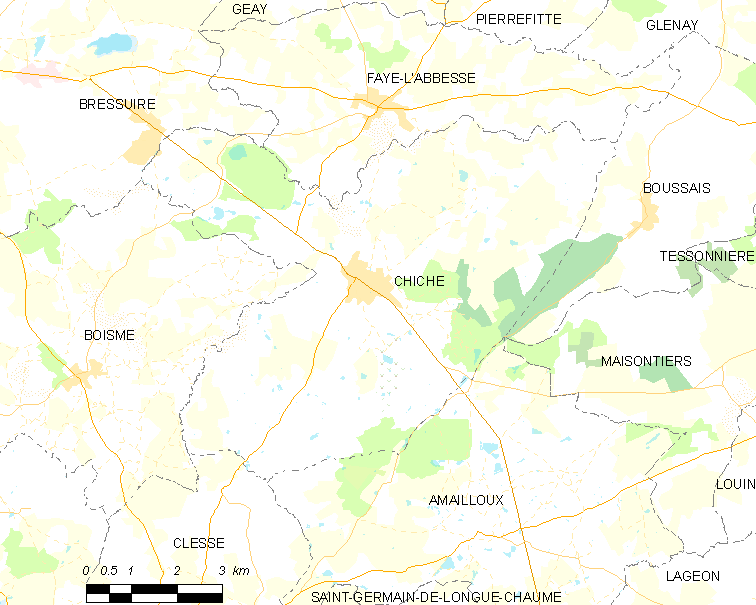
希谢的OSM定位图

## 行政
希谢的邮政编码为79350，INSEE市镇编码为79088。

## 政治
希谢所属的省级选区为布雷叙尔县。

## 人口

1962-2008年间希谢人口变化图示

希谢于2022年1月1日时的人口数量为1689人。